# Stratenrace van Jersey 1949
De Stratenrace van Jersey 1949 was een autorace die werd gehouden op 28 april 1949 op de straten van Saint Helier op het eiland Jersey.

## Uitslag
| Positie | Rijder                                     | Team        | Ronden | Tijd/Opgave      |
| ------- | ------------------------------------------ | ----------- | ------ | ---------------- |
| 1       | Bob Gerard                                 | ERA         | 55     | 2:16:58.6        |
| 2       | Toulo de Graffenried                       | Maserati    | 55     | + 1:40.6         |
| 3       | Raymond Mays                               | ERA         | 55     | + 2:27.2         |
| 4       | Birabongse Bhanubandh                      | Maserati    | 54     | + 1 ronde        |
| 5       | Fred Ashmore                               | Maserati    | 54     | + 1 ronde        |
| 6       | Luigi Villoresi                            | Maserati    | 54     | + 1 ronde        |
| 7       | Peter Whitehead                            | Ferrari     | 53     | + 2 ronden       |
| 8       | David Hampshire                            | ERA         | 52     | + 3 ronden       |
| 9       | Bob Ansell                                 | Maserati    | 52     | + 3 ronden       |
| 10      | David Murray                               | Maserati    | 50     | + 5 ronden       |
| 11      | Brian Shawe-Taylor                         | ERA         | 50     | + 5 ronden       |
| 12      | Geoffrey Ansell                            | ERA         | 50     | + 5 ronden       |
| 13      | John Heath                                 | HWM         | 50     | + 5 ronden       |
| NF      | Kenneth W. Bear                            | Bugatti     |        | Dodelijk ongeluk |
| NF      | T.A.C.O. Harrison                          | ERA         |        |                  |
| NF      | George Abecassis                           | Alta        |        |                  |
| NF      | Reg Parnell                                | Maserati    |        |                  |
| NF      | F. le Gallais                              | Talbot-Lago |        |                  |
| NF      | Louis Chiron                               | Talbot-Lago |        |                  |
| NF      | Duncan Hamilton Philip Fotheringham-Parker | Maserati    |        |                  |
| NF      | John Bolster                               | ERA         |        |                  |
| NF      | George Nixon                               | ERA         |        |                  |
| DNS     | Leslie Johnson                             | ERA         |        |                  |
| DNS     | Johnny Claes                               | Talbot-Lago |        |                  |